# Bud Grant
Harry Peter Grant jr., detto Bud (Superior, 20 maggio 1927 – Bloomington, 11 marzo 2023), è stato un cestista, giocatore di football americano e allenatore di football americano statunitense, professionista nella NBA e nella NFL. Fu il capo-allenatore dei Minnesota Vikings per 18 stagioni come secondo (1967–83) e quarto (1985) allenatore della storia della squadra, guidandoli a quattro qualificazioni al Super Bowl, 11 titoli di division, un campionato NFL e tre titoli della National Football Conference championships. Prima di allenare i Vikings era stato capo-allenatore dei Winnipeg Blue Bombers per dieci stagioni, conquistando per quattro volte la Grey Cup.
Grant frequentò l'Università del Minnesota dove competé in tre diversi sport: football, pallacanestro e baseball. Dopo il college giocò nella National Basketball Association (NBA) per i Minneapolis Lakers dove vinse il campionato nel 1950. In seguito lasciò la NBA per giocare nella NFL con i Philadelphia Eagles, prima di passare ai Winnipeg Blue Bombers della CFL. Davanti allo stadio dei Blue Bombers, il Princess Auto Stadium, è stata eretta una statua di Grant.
Grant è l'allenatore di maggior successo nella storia dei Vikings ed era quello di maggior successo dei Blue Bombers  prima di venire superato da Mike O'Shea nella stagione 2024. Inoltre è l'allenatore con il maggior numero di vittorie del football professionistico con 286 tra NFL e CFL.

## Carriera
Venne selezionato dai Minneapolis Lakers al quarto giro del Draft NBA 1950 (47ª scelta assoluta).

## Palmarès
- Campionato NBA: 1

Minneapolis Lakers: 1950